# 血鑽 (電影)
是一部2006年由愛德華·茲維克（Edward Zwick）執導的戰爭電影。由李奧納多·狄卡皮歐、珍妮佛·康納莉和吉蒙·休斯領銜主演。電影名稱的來源即為血鑽，指非法開採並走私的鑽石。

## 情節
鑽石走私利益巨大，故此1999年內戰炮火籠罩下的塞拉利昂成為了鑽石非法開採和交易的重要集散地。樸實漁民索羅門（吉蒙·韓蘇飾）被叛軍捉去淘钻石，而他兒子迪亞被擄為叛軍童兵，妻女則淪為為難民。在礦場他發現了一顆稀有的大块粉紅鑽石，為了使家人過上安穩的生活，他把這顆鑽石藏了起來。但他又被政府軍當做叛軍投入監獄。在獄中，索羅門遇到了丹尼·艾契（李奧納多·狄卡皮歐飾），一個原為南非傭兵團掌控的鑽石軍火走私販。他早已聽說粉鑽的消息並打算藉此一夜暴富，藉以永遠逃離非洲。事情很快敗露，在去取鑽石的路上，丹尼設法聯繫到了一位一面之交，調查血鑽內幕的美國女記者麥迪·鮑文（珍妮佛·康納莉飾）。女記者深知只有這位走私販能夠引領她走近真相，於是下決心幫助他們逃脫監獄。在麥迪的求真理想和索羅門的非凡勇氣面前，丹尼拜金的內心開始動搖，他最終領悟到了生活和愛情的真諦。

## 演員
- 李奧納多·狄卡皮歐 飾演 南非傭兵團（英语：Executive Outcomes） 丹尼·阿徹（Danny Archer）
- 吉蒙·韓蘇 飾演 所羅門·萬迪（Solomon Vandy）
- 珍妮佛·康納莉 飾演 曼迪·博文（Maddy Bowen）
- 麥可·辛 饰演 魯伯特·西蒙斯（Rupert Simmons）
- 阿諾·凡斯洛 飾演 南非傭兵團（英语：Executive Outcomes）指揮官庫徹上校（Colonel Coetzee）
- 吉米·米斯垂 飾演 納比爾（Nabil）

## 發行

### 爭議與收效
由於影片表明某些代表堅貞愛情的鑽石的來源十分血腥，引起了許多反響。影片公映時正值聖誕節時期，南非曾傳出鑽石工業共同抵制該片的消息。當影片被公開後，南非著名鑽石開採和貿易商戴比爾斯（De Beers）集團，聲明其衝突鑽石貿易佔採購總額比例已從4％降至1％並由金伯利進程監管。公司同時否認曾經促使影片中包含一項否定聲明，指出電影所描繪情節虛構或過時。
影片上映後，紐約郵報指出華納在影片拍攝前曾保證，參與演出的27個因內戰而殘疾的未成年人在拍攝後會得到義肢。但是之後，當演員問起此事時，華納對此的回應是須待到影片上映而受公眾注意後。在此期間，一家名為東開普省當地的慈善機構已協助提供了義肢。
儘管影片帶來了爭議，但是從網絡上的評價和院線的票房上來看，電影收效較好。影片中有特色的非洲音樂為影片增色不少，其後發行了電影原聲帶。有評論員指出影片公映時正是大眾媒體對衝突鑽石和塞拉利昂的宣傳高潮之時。此時期同時發行的影音作品還有美國饒舌歌手肯伊·威斯特創作的歌曲「塞拉利昂的鑽石」和尼可拉斯·凱吉主演的影片《軍火之王》（Lord of War）。

## 反響

### 專業評價
爛番茄網站上對這部電影的好評度為62%，在211條專業評論中，131條專業評論贊同，80條專業評論反對，平均分為6.3/10 ，觀眾的評價則是90%，獲得全方面的讚譽。

## 獎項與提名
| 頒獎典禮               | 獎項         | 名字              | 結果 |
| ---------------------- | ------------ | ----------------- | ---- |
| 第79屆奧斯卡金像獎     | 最佳男主角   | 李奧納多·狄卡皮歐 | 提名 |
| 第79屆奧斯卡金像獎     | 最佳男配角   | 吉蒙·休斯         | 提名 |
| 第79屆奧斯卡金像獎     | 最佳混音     |                   | 提名 |
| 第79屆奧斯卡金像獎     | 最佳音效剪輯 |                   | 提名 |
| 第79屆奧斯卡金像獎     | 最佳剪輯     |                   | 提名 |
| 2007年黑膠捲獎         | 最佳男配角   | 吉蒙·休斯         | 獲獎 |
| 第12屆廣播影評人協會獎 | 最佳影片     |                   | 提名 |
| 第12屆廣播影評人協會獎 | 最佳男主角   | 李奧納多·狄卡皮歐 | 提名 |
| 第12屆廣播影評人協會獎 | 最佳男配角   | 吉蒙·休斯         | 提名 |
| 第64屆金球獎           | 最佳男主角   | 李奧納多·狄卡皮歐 | 提名 |
| NAACP Image Awards     | 最佳影片     |                   | 提名 |
| NAACP Image Awards     | 最佳男配角   | 吉蒙·休斯         | 獲獎 |
| 第13屆美國演員工會獎   | 最佳男主角   | 李奧納多·狄卡皮歐 | 提名 |
| 第13屆美國演員工會獎   | 最佳男配角   | 吉蒙·休斯         | 提名 |
| 第11屆Satellite Award  | 最佳男主角   | 李奧納多·狄卡皮歐 | 提名 |
| 第78屆國家評論協會獎   | 年度十佳影片 |                   | 獲獎 |
| 第78屆國家評論協會獎   | 最佳男配角   | 吉蒙·休斯         | 獲獎 |

## 外部連結
- Yahoo奇摩電影上《血鑽》的資料（繁體中文）
- 開眼電影網上《血鑽石》的資料（繁體中文）
- 豆瓣电影上《血鑽》的資料 （简体中文）
- 时光网上《血鑽》的資料（简体中文）
- AllMovie上《血鑽》的资料（英文）
- 爛番茄上《血鑽》的資料（英文）
- Box Office Mojo上《血鑽》的資料（英文）
- TCM电影资料库上《血鑽》的资料（英文）
- Metacritic上《血鑽》的資料（英文）
- 互联网电影数据库（IMDb）上《血鑽》的资料（英文）